# Crimă la galop
Crimă la galop (1963) (în engleză Murder at the Gallop) este un film americano-britanic de comedie polițistă care a fost regizat de George Pollock după un scenariu de Robin Swicord. În rolurile principale au interpretat actorii Margaret Rutherford ca Miss Marple, Stringer Davis și Robert Morley. Este bazat pe romanul După înmormântare (After the Funeral) de Agatha Christie care este cu Hercule Poirot în rolul principal, nu cu Miss Marple ca în film.
Este al doilea film cu Miss Marple produs de studiourile Metro-Goldwyn-Mayer și regizat de George Pollock, după Crimă a spus ea. Crimă la galop a avut premiera în 1963.

## Rezumat
În timp ce Miss Marple (Margaret Rutherford) și domnul Stringer (Stringer Davis) strâng donații pentru o organizație caritabilă ("The Reformed Criminals Assistance League"), ei îl vizitează pe domnul Enderby (Finlay Currie), un bogat singuratic și excentric. Acesta apare și cade de pe o scară lungă de la intrare, aparent victima unui infarct fatal. Știind că Enderby avea o teamă patologică față de pisici, Miss Marple devine suspectă atunci când găsește una în casă. De asemenea, găsește o bucată de noroi care poartă urma unei cizme de călărie, dar când se duce la inspectorul Craddock (Bud Tingwell), acesta este sceptic, crezând că Enderby a murit din cauze naturale.
Fără a se descuraja, Miss Marple se urcă pe niște butoaie și ascultă atunci când familia lui Enderby se adună pentru a i se citi testamentul. Există patru beneficiari: vărul de gradul al patrulea George Crossfield (Robert Urquhart), nepoata Rosamund Shane (Katya Douglas), nepotul Hector Enderby (Robert Morley) și sora lui Enderby, Cora Lansquenet. Fiecare primește o cotă egală din avere. Cora declară că ea crede că Enderby a fost ucis. A doua zi, când Miss Marple se duce să o vadă, o găsește pe Cora moartă, înjunghiată în spate cu un ac decorativ de păr. Însoțitoarea acesteia de mult timp, timida domnișoară Milchrest (Flora Robson), poate oferi foarte puține informații.
Miss Marple decide să ia o „vacanță” la hotelul/școala de echitație Gallop, deoarece este condusă de Hector Enderby, iar ceilalți doi moștenitori supraviețuitori și Miss Milchrest stau acolo. Când inspectorul Craddock îi interoghează pe aceștia și pe soțul risipitor al nepoatei Rosamund Shane, Michael (James Villiers), niciunul dintre aceștia nu poate veni cu un alibi satisfăcător pentru momentul morții Corăi Lansquenet.
Cineva încearcă s-o elimine pe Miss Marple dând drumul la gaze, dar aceasta scapă deoarece se trezește devreme și deschide ferestrele (fără ca ea să-și dea seama că cineva a vrut s-o omoare). Miss Marple descoperă apoi că bucata de noroi găsită în casa lui Enderby este de la cizma de călărie a negustorului de artă George Crossfield, dar cazul ei împotriva lui se prăbușește atunci când află că fiecare moștenitor l-a vizitat pe Enderby în ziua în care a murit, pentru a-i cere bani... Între timp, Crossfield a aflat cine este criminalul, dar este închis în grajd, apoi cineva pornește o mașină cu motorul turat la maxim, zgomotul sperie calul din grad care îl calcă în picioare pe Crossfield, acesta moare.  
În acest moment, Miss Marple cunoaște identitatea și motivul criminalului, dar nu are dovezi certe. Prin urmare, ea îi întinde o capcană, pretinzând că are un atac de cord la un dans cu Stringer. Medicul poliției o pune să stea singură într-o cameră pentru a se odihni, declarând tare că este prea periculos să o mute până dimineața. În timpul nopții, criminalul face o ultimă încercare de a o reduce la tăcere, dar Miss Marple este pregătită. Motivul criminalului este dezvăluit a fi un tablou aparent lipsit de valoare deținut de Cora, care de fapt era foarte valoros. 
Hector Enderby o cere mai târziu pe Miss Marple în căsătorie, dar ea îl refuză, deoarece nu-i plac sporturile sângeroase și el este un entuziast vânător de vulpi. După ce ea pleacă, el murmură în sinea lui: „A scăpat în ultima clipă!” 

### Diferențe față de roman
La fel ca în majoritatea interpretărilor ei despre Miss Marple, interpretarea actriței Margaret Rutherford a fost destul de diferită de cea a personajului lui Agatha Christie. În plus, suspansul și atmosfera întunecată specifică Agathei Christie au fost înlocuite în mare parte cu scene ușoare, chiar capricioase, tipice unei comedii de maniere.

## Distribuție
Au interpretat actorii:
- Dame Margaret Rutherford - Miss Marple
- Stringer Davis - Mr. Stringer
- Robert Morley - Hector Enderby
- Dame Flora Robson - Miss Milchrest
- Bud Tingwell - Inspector Craddock
- Gordon Harris - Sergent Bacon
- Robert Urquhart - George Crossfield
- Katya Douglas(de) - Rosamund Shane
- James Villiers - Michael Shane, soțul doamnei Rosamund
- Noel Howlett - Mr. Trundell
- Finlay Currie - bătrânul Enderby
- Duncan Lamont - Hillman
- Kevin Stoney - Doctor Markwell
- Frank Atkinson - portar de noapte la hotel (nemenționat)
- Roger Avon - fotograful poliției (nemenționat)

## Producție și primire
Scriitoarea Christie este menționată la începutul filmului, după prima crimă, când Miss Marple vorbește cu inspectorul de poliție Craddock. Mai târziu în film, Marple folosește, de asemenea, expresia „murder most foul”, o replică din Hamlet care a devenit și titlul (în engleză al) următorului film din serie.